# Джефф Натансон
Джефрі Д. Натансон (англ. Jeff Nathanson; нар. 12 жовтня 1965) — американський кіносценарист та кінорежисер.

## Раннє життя
Натансон народився 12 жовтня 1965 року в Лос-Анджелесі, штат Каліфорнія.    У 1983-1985 роках навчався в Каліфорнійському університеті, Санта-Барбара. Отримав ступінь магістра з англійської мови.  Далі, протягом року навчався на курсах сценаристів в AFI Conservatory. 

## Кар'єра
Натансон відомий сценарієм над продовженнями франшизи «Година пік»: «Година пік 2» і «Година пік 3»; і фільмами «Спіймай мене, якщо зможеш», «Термінал» та «Останній кадр». Він був співавтором сценарію до фільму «Індіана Джонс і Королівство кришталевого черепа» (2008) з Джорджем Лукасом; режисером фільму став Стівен Спілберг. Натансон написав сценарій для «Піратів Карибського моря: Помста Салазара» (2017).  Написав також сценарій для рімейку «Король Лев» для Disney, режисером якого став Джон Фавро.

## Відзнаки та нагороди
Натансона було номіновано на Премію Британської академії кіно і телебачення за найкращий оригінальний сценарій до фільму «Спіймай мене, якщо зможеш».

## Фільмографія
| Рік  | Назва                                             | Сценарист | Виконавчий продюсер | Режисер                       | Примітки                                                     |
| ---- | ------------------------------------------------- | --------- | ------------------- | ----------------------------- | ------------------------------------------------------------ |
| 1995 | «Для найкращого або найгіршого»                   | Так       | Так                 | Джейсон Александер            |                                                              |
| 1997 | «Швидкість 2: Контроль над круїзом»               | Так       | Ні                  | Ян де Бонт                    | Співавтор з Рендалом Маккорміком і Яном де Бонтом            |
| 2001 | «Година пік 2»                                    | Так       | Ні                  | Бретт Ратнер                  |                                                              |
| 2002 | «Спіймай мене, якщо зможеш»                       | Так       | Ні                  | Стівен Спілберг               |                                                              |
| 2004 | «Термінал»                                        | Так       | Ні                  | Стівен Спілберг               | Співавтор з Саша Жервасі та Ендрю Нікол                      |
| 2004 | «Останній кадр»                                   | Так       | Ні                  | Так                           |                                                              |
| 2007 | «Година пік 3»                                    | Так       | Ні                  | Бретт Ратнер                  |                                                              |
| 2008 | «Індіана Джонс і Королівство Кришталевого Черепа» | Так       | Ні                  | Стівен Спілберг               | Співавтор з Девідом Коеппом і Джорджем Лукасом               |
| 2008 | «Нью-Йорку, я люблю тебе»                         | Так       | Ні                  | Бретт Ратнер                  | Сегмент №5                                                   |
| 2011 | «Як обікрасти хмарочос»                           | Так       | Ні                  | Бретт Ратнер                  | Співавтор з Тедом Гріффіном, Біллом Колажем і Адамом Купером |
| 2017 | «Пірати Карибського моря: Помста Салазара»        | Так       | Ні                  | Йоахім Реннінг Еспен Сандберг | Співавтор з Террі Россіо                                     |
| 2019 | «Король Лев»                                      | Так       | Ні                  | Джон Фавро                    |                                                              |
| 2024 | «Муфаса: Король Лев»                              | Так       | Ні                  | Баррі Дженкінс                |                                                              |